# Malinkonija
Malinkonija naziv je drugog albuma Olivera Dragojevića izdanog 1977. godine.

## Popis pjesama
Glazba: Zdenko Runjić, aranžmani Stipica Kalogjera.
| 1.    | »Malinkonija«           | Zdenko Runjić                   | 3:13 |
| 2.    | »Galeb i ja«            | Tomislav Zuppa                  | 3:41 |
| 3.    | »Prva ljubav«           | Zdenko Runjić                   | 3:11 |
| 4.    | »Romanca«               | Tomislav Zuppa                  | 4:46 |
| 5.    | »Što učinila si ti«     | Zdenko Runjić / Momčilo Popadić | 4:03 |
| 6.    | »Skalinada«             | Zdenko Runjić                   | 3:09 |
| 7.    | »Našoj ljubavi je kraj« | Zdenko Runjić                   | 4:02 |
| 8.    | »Ako izgubim tebe«      | Zdenko Runjić                   | 4:36 |
| 9.    | »Nedostaješ mi ti«      | Zdenko Runjić                   | 3:03 |
| 10.   | »Na kraju puta«         | Tomislav Zuppa                  | 3:32 |
| 37:16 |                         |                                 |      |

## Suradnici na albumu
1977. LP
- Stipica Kalogjera - aranžer, dirigent i producent
- Franjo Berner i Nikola Jovanović - ton majstori
- Ivan Ivezić - oprema

za pjesmu "Ako izgubim tebe" - dirigent R. Rihtman u studiju RTV Sarajevo
2006. reizdanje u box setu Oliver 1
- Želimir Babogredac - izdavač i urednik
- Anđelko Preradović - urednik
- Goran Martinac - digital remastering
- Nikša Martinac - redizajn
- Marija Šimun, Željko Erceg, Siniša Škarica, Vibor Roje i Tomislav Varga suradnici na reizdanju

2009. CD reizdanje
- Želimir Babogredac - izdavač i urednik
- Anet Lesić - urednik
- Goran Martinac - digital remastering
- Nikša Martinac - redizajn

## Vanjske poveznice
- Malinkonija